# Kyle Nissen
Kyle Nissen, né le 23 août 1979 à Calgary, est un skieur acrobatique canadien spécialisé dans les épreuves de saut acrobatique. 
Il débute en Coupe du monde en décembre 1999 et monte sur son premier podium en janvier 2000 (il gagne à Heavenly). Il remporte une deuxième manche en janvier 2006 à Mont Gabriel. Il totalise douze podiums dans cette compétition.
Il se classe cinquième des Jeux olympiques en 2006 et 2010 et des Championnats du monde 2005.

## Palmarès

### Jeux olympiques d'hiver
| Édition/Discipline | Saut acrobatique |
| JO 2006            | 5e               |
| JO 2010            | 5e               |

### Championnats du monde
| Édition/Discipline | Saut acrobatique |
| Mondiaux 2003      | 14e              |
| Mondiaux 2005      | 5e               |
| Mondiaux 2007      | 13e              |
| Mondiaux 2009      | 10e              |

### Coupe du monde
- Meilleur classement général : 5e en 2006.
- Meilleur classement en saut acrobatique : 2e en 2006.
- 12 podiums dont 2 victoires en saut acrobatique.